# Mesoleius euphrosyne
Mesoleius euphrosyne là một loài tò vò trong họ Ichneumonidae.